# When Sarah Smiles
When Sarah Smiles – trzeci singel promujący czwarty album niemieckiego zespołu Blue System, Obsession. Został wydany w 1990 roku przez wytwórnię Hansa International.

## Lista utworów
7" (Hansa 113 815) – rok 1990
| 1. | When Sarah Smiles          | 3:49  |
|    |                            |       |
| 2. | I’m The Pilot Of Your Love | 3:32  |
|    |                            |       |
|    |                            | 07:21 |
|    |                            |       |
12" (Hansa 613 815) (BMG) – rok 1990
| 1. | When Sarah Smiles (Extended Mix - Maxi Version) | 6:39  |
|    |                                                 |       |
| 2. | When Sarah Smiles (Single Version)              | 3:49  |
|    |                                                 |       |
| 3. | I’m The Pilot Of Your Love                      | 3:32  |
|    |                                                 |       |
|    |                                                 | 14:00 |
|    |                                                 |       |
CD (Hansa 663 815) (BMG) – rok 1990
| 1. | When Sarah Smiles (Single Version)              | 3:49  |
|    |                                                 |       |
| 2. | When Sarah Smiles (Extended Mix - Maxi Version) | 6:39  |
|    |                                                 |       |
| 3. | I’m The Pilot Of Your Love                      | 3:26  |
|    |                                                 |       |
| 4. | When Sarah Smiles (Instrumental)                | 3:42  |
|    |                                                 |       |
| 5. | I’m The Pilot Of Your Love (Instrumental)       | 3:30  |
|    |                                                 |       |
|    |                                                 | 21:06 |
|    |                                                 |       |

## Lista przebojów (1990)
| Państwo | Najwyższe miejsce |
| ------- | ----------------- |
| Niemcy  | 63                |

## Autorzy
- Muzyka: Dieter Bohlen
- Autor Tekstów: Dieter Bohlen
- Wokalista: Dieter Bohlen
- Producent: Dieter Bohlen
- Aranżacja: Dieter Bohlen
- Współproducent: Luis Rodriguez